# Oskar Brüsewitz

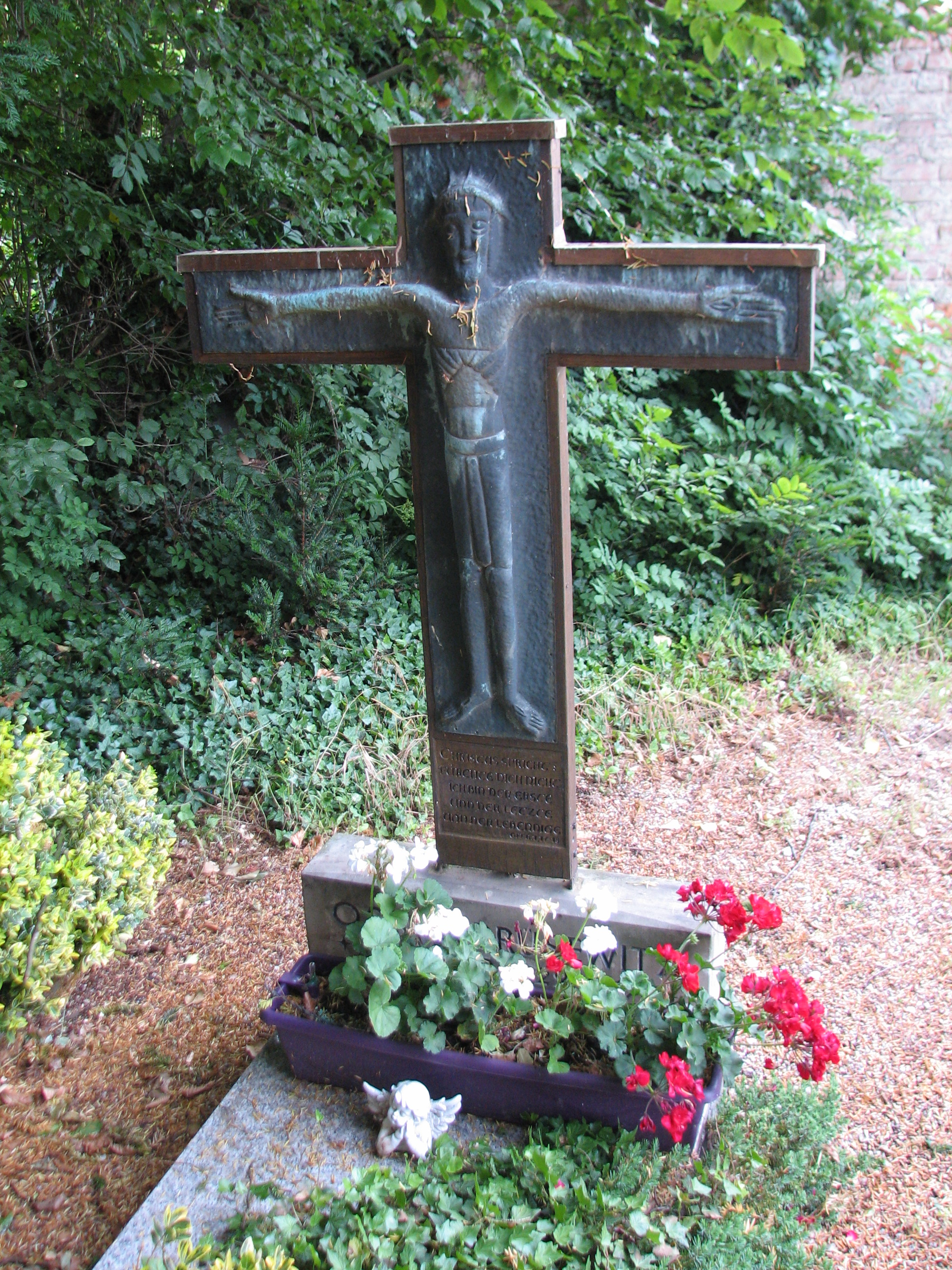
Grób Oskara Brüsewitza.

Oskar Brüsewitz (ur. 30 maja 1929 w Wilkiszkach, zm. 22 sierpnia 1976 w Halle) – niemiecki pastor ewangelicki, który w 1976, dokonał samospalenia w proteście przeciwko polityce władz komunistycznych w NRD.

## Życiorys
Wychowywał się w rodzinie ekumenicznej, jednak największy wpływ wywarł na niego ojciec - ewangelik. Miał troje rodzeństwa.
W latach 1935–1943 uczęszczał do szkoły powszechnej.
Pod koniec II wojny światowej został w 1944 wcielony do Wehrmachtu, walczył jako strzelec przeciwko Armii Czerwonej m.in. w Warszawie, na Litwie i Prusach Wschodnich. Wzięto go do niewoli sowieckiej. Po zakończeniu działań wojennych, zwolniony, powrócił do Niemiec.
Zamieszkał w Osnabrücku, ukończył kurs na mistrza obuwnictwa. Od 1949 roku prowadził zakład produkujący obuwie dziecięce, który w 1963 roku stał się spółdzielnią.
W 1951 roku wziął rozwód i przeniósł się do NRD. W 1955 roku ponownie się ożenił.
W 1964 wstąpił do Seminarium Kaznodziejskiego w Erfurcie, a w sześć lat później został ordynowany i skierowany do posługi pasterskiej w parafii w Rippicha, gdzie szybko pozyskał sympatię młodzieży. Zastraszany przez służby bezpieczeństwa, jako potencjalnie niebezpieczny, w odpowiedzi na szykany organizował akcje protestacyjne młodzieży. Władze komunistyczne naciskały na Kościół starając się wymusić przeniesienie pastora do innej parafii. Zyskał wówczas przydomek walczący pastor.
W 1975 roku propagandowo zaczęto używać hasła: I bez Boga i słońca o świcie zbierzemy nasze plony. W odpowiedzi Brüsewitz napisał na swoim powozie: Bez deszczu i bez Boga zbankrutuje cały świat, a następnie wyruszył do miasta Zeitz, gdzie w ramach protestu spowodował korek.

## Okoliczności śmierci
18 sierpnia 1976 Brüsewitz przyjechał do Zeitz, gdzie około godziny 10.00 zatrzymał się przed kościołem św. Michała. Na swoim samochodzie umieścił transparent z napisem: Kościół w NRD oskarża komunizm za uciskanie dzieci i młodzieży w szkołach!, po czym oblał się benzyną i podpalił. Cztery dni później zmarł na skutek rozległych poparzeń w okręgowym szpitalu w Halle-Dölau. Funkcjonariusze Stasi nie pozwolili nikomu, nawet jego żonie, spotkać się z nim.

## Reakcja władz
Odpowiedzią na samospalenie pastora były pomówienia władz komunistycznych o chorobę psychiczną duchownego oraz próba podważenia jego autorytetu. W obronie pastora stanęli jednak teolodzy i grupa ideologów marksistowskich. W następstwie męczeńskiej śmierci duchownego w RFN powstało Centrum im. Brüsewitza, mające za cel dokumentację prześladowania Kościoła ewangelickiego przez władze w komunistycznym NRD.

## Upamiętnienie
W 1992 powstał film dokumentalny Thomasa Frickela poświęcony postaci Oskara Brüsewitza – Der Störenfried. Ermittlungen zu Oskar Brüsewitz.
Pastor Roland Weisselberg, który spalił się w Dzień Reformacji w 2006, w ramach protestu przeciwko rozprzestrzenianiu się islamu na świecie, w ostatnich chwilach według relacji świadków krzyczał – „Jezus i Oskar!”, nawiązując swoim czynem do męczeńskiej śmierci pastora Brüsewitza.